# Malcolm Delaney
Malcolm Hakeem Delaney (Baltimore, Maryland, 11 de marzo de 1989) es un jugador de baloncesto estadounidense que se encuentra sin equipo. Con 1,91 de estatura, su puesto natural es el de base.

## Trayectoria deportiva

### Universidad
Jugó cuatro temporadas en Virginia Tech, en las que promedió 16,6 puntos y 4,0 asistencias por partido. En sus dos últimas temporadas fue incluido en el mejor quinteto de la Atlantic Coast Conference.

### Primera etapa en Europa
Tras no ser elegido en el Draft de la NBA de 2011, dio el salto a Europa, fichando por el Élan Chalon de Francia. En su única temporada en Francia consiguió ganar la Liga y la Copa.
En 2012 firmó por un año con el BC Budivelnyk Kiev de Ucrania. Durante ese año, logró la Superliga siendo elegido además como el MVP de la temporada. Además consiguió llegar a las semifinales de la Eurocup, siendo eliminados por el Bilbao Basket. A pesar de ello, fue elegido en el mejor quinteto de la temporada.
Para la temporada 2013-2014, fichó por el Bayern Munich donde debutó en la Euroliga. El equipo alemán fue eliminado en el Top-16 de la competición europea, no obstante, consiguieron ganar la competición doméstica, siendo Delaney elegido MVP de la temporada y de las finales. En su primera temporada en la Euroliga acabó con unos promedios de 13,9 puntos, 4,5 asistencias y 1 robo mientras que en la Bundesliga 12 puntos y 4,3 asistencias.
En verano de 2014 firmó con el Lokomotiv Kuban, donde permaneció durante dos temporadas y se asentó como uno de los mejores bases del continente. En su segunda temporada en el equipo ruso, fue elegido MVP del mes de octubre de 2015 en la Euroliga, promediando 20 puntos durante ese mes. Tras superar la fase de grupos y el Top-16, eliminaron en 5 partidos al FC Barcelona en cuartos de final, clasificándose para la Final Four, siendo la primera vez que el Lokomotic se clasificaba para dicha fase. En las semifinales, perdieron frente al CSKA Moscú, quedando terceros tras vencer en la final de consolidación al Laboral Kutxa Baskonia con 21 puntos de Delaney siendo el máximo anotador del partido. Tras la temporada regular, acabó como el segundo máximo anotador de la competición y el tercero en valoración, siendo seleccionado en el Mejor Quinteto de la Euroliga.

### NBA
En julio de 2016 firmó contrato por dos temporadas y 2 millones de dólares por los Atlanta Hawks de la NBA. Su debut en la NBA fue frente a los Washington Wizards, consiguiendo 4 puntos y 5 asistencias en 20 minutos. Su máximo de la temporada fue frente a los Boston Celtics anotando 17 puntos en una derrota por 103-101. Tras los 82 partidos de la temporada regular, participando en 73 de ellos, lograron clasificarse para los Playoffs, siendo los quintos de la Conferencia Este con un récord de 43-39. Los Hawks fueron eliminador por los Wizards en una serie que finalizó 4-2, donde Delaney solo participó en el tercer partido anotando 8 puntos.
En su segunda temporada, y después de la marcha de jugadores importantes en el roster como Paul Millsap o Dwight Howard, los Hawks terminaron últimos de la Conferencia, logrando solo 24 victorias.

### China
En julio de 2018 fichó por los Guangdong Southern Tigers de la CBA china.

### Retorno a Europa

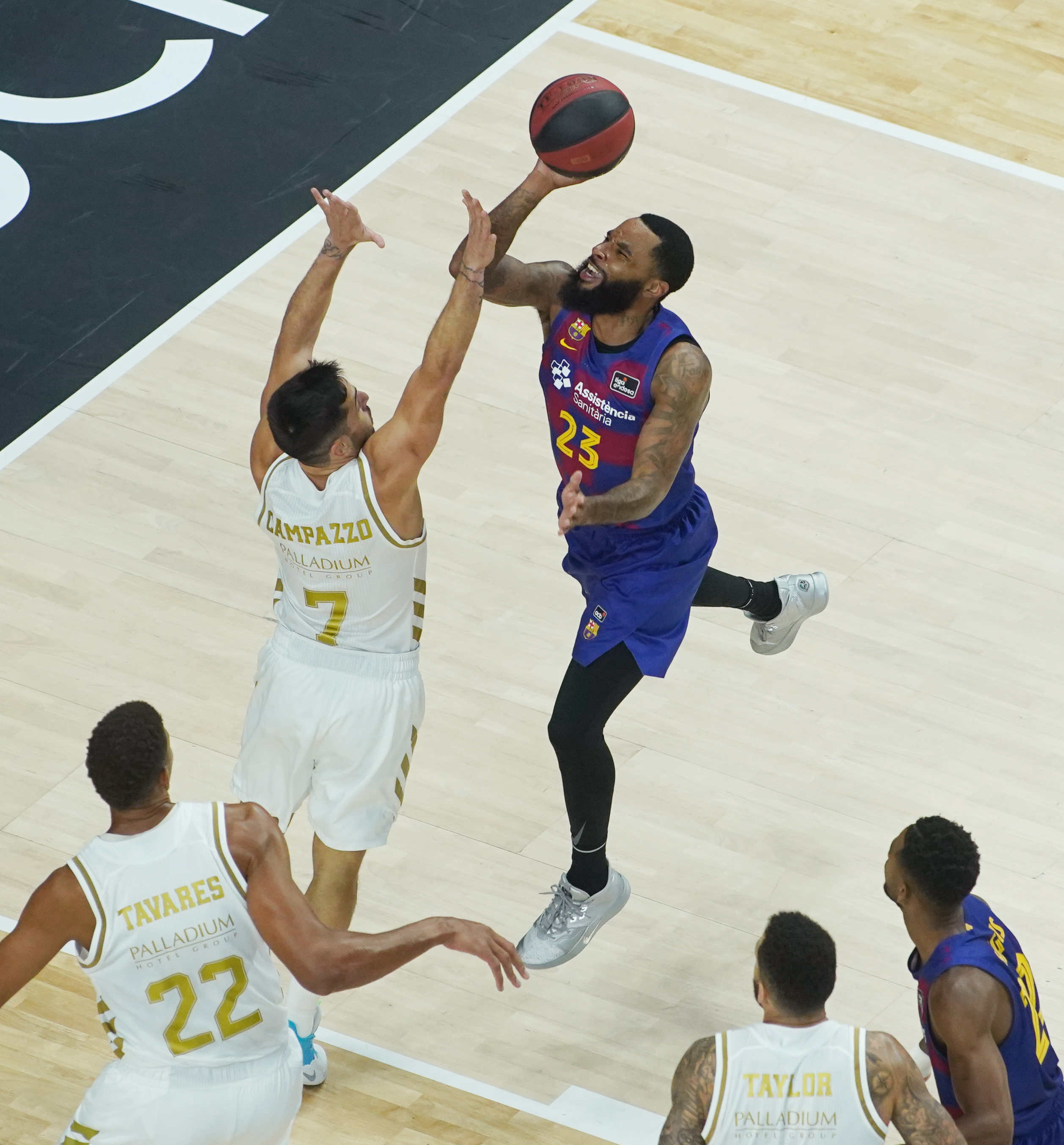
Delaney en su etapa azulgrana

En septiembre de 2019 ficha por el FC Barcelona de la Liga ACB española por una temporada, más otra opcional, como recambio del lesionado Thomas Heurtel. Tras la lesión de Kevin Pangos, se afianzó como el base titular del equipo azulgrana. Su debut en el baloncesto español se produjo en la Supercopa ACB en las semifinales frente al Valencia Basket, anotando 8 puntos en la victoria del Barça. En la final, perderían frente al Real Madrid por 89-79. En la jornada 24 de la Euroliga, fue elegido el jugador más valorado de la jornada, debido a los 26 puntos y 9 asistencias que logró frente al AX Armani Exchange Milan, para una valoración total de 37. Con el parón provocado por el COVID-19, Delaney se trasladó a su casa de Atlanta durante el confinamiento en España. En mayo, el FC Barcelona regresó a los entrenamientos pero Delaney se negó a volver debido a la situación sanitaria, por lo que ambas partes acordaron rescindir el contrato que le unía al club.
En julio de 2020, se compromete con el Olimpia Milano de la Lega Basket Serie A. Tras dos temporadas en Milán, el 12 de mayo de 2022, acuerda una rescisión de contrato con el club.

## Estadísticas de su carrera en la NBA

### Temporada regular
| Año     | Equipo  | PJ  | PT | MPP  | %TC  | %3P  | %TL  | RPP | APP | ROB | TPP | PPP |
| ------- | ------- | --- | -- | ---- | ---- | ---- | ---- | --- | --- | --- | --- | --- |
| 2016-17 | Atlanta | 73  | 2  | 17.1 | .374 | .236 | .806 | 1.7 | 2.6 | .5  | .0  | 5.4 |
| 2017-18 | Atlanta | 54  | 3  | 18.8 | .382 | .371 | .804 | 1.9 | 3.0 | .6  | .1  | 6.3 |
| Total   | Total   | 127 | 5  | 17.8 | .377 | .308 | .805 | 1.8 | 2.8 | .6  | .1  | 5.7 |

### Playoffs
| Año   | Equipo  | PJ | PT | MPP | %TC  | %3P   | %TL  | RPP | APP | ROB | TPP | PPP |
| ----- | ------- | -- | -- | --- | ---- | ----- | ---- | --- | --- | --- | --- | --- |
| 2017  | Atlanta | 1  | 0  | 3.4 | .500 | 1.000 | .500 | 1.0 | .0  | .0  | .0  | 8.0 |
| Total | Total   | 1  | 0  | 3.4 | .500 | 1.000 | .500 | 1.0 | .0  | .0  | .0  | 8.0 |

### Euroliga
| Año     | Equipo          | PJ | PT | MPP  | %TC  | %3P  | %TL  | RPP | APP | ROB | TPP | PPP  | PIR  |
| ------- | --------------- | -- | -- | ---- | ---- | ---- | ---- | --- | --- | --- | --- | ---- | ---- |
| 2013–14 | Bayern Munich   | 24 | 24 | 28.3 | .405 | .385 | .847 | 3.4 | 4.5 | 1.0 | .1  | 13.9 | 17.4 |
| 2015–16 | Lokomotiv Kuban | 31 | 31 | 33.3 | .427 | .402 | .851 | 3.4 | 5.5 | .9  | .0  | 16.3 | 19.7 |
| 2019–20 | FC Barcelona    | 26 | 6  | 22.3 | .468 | .430 | .683 | 2.2 | 4.8 | .7  | .1  | 10.2 | 11.0 |
| Total   | Total           | 81 | 61 | 28.3 | .444 | .406 | .820 | 3.0 | 5.0 | .8  | .1  | 13.6 | 16.2 |

## Logros y reconocmientos
Bayern Munich
- Basketball Bundesliga (1): 2014

BC Budivelnyk Kiev
- Superliga de Ucrania (1): 2013

Elan Chalon
- LNB Pro A (1): 2012
- Copa de Francia (1): 2012

Olimpia Milano
- Copa de baloncesto de Italia (2): 2021, 2022.
- Supercopa de Italia de Baloncesto (1): 2020

### Consideraciones individuales
- MVP de la Copa de baloncesto de Italia (1): 2022.
- MVP de la Supercopa de Italia (1): 2020
- MVP de la Basketball Bundesliga (1): 2014
- MVP de la Superliga de Ucrania (1): 2013
- MVP de las Finales de la Basketball Bundesliga (1): 2014
- Mejor Quinteto de la Euroliga (1):
  - Primer Quinteto (1): 2016
- Mejor Quinteto de la Eurocup (1):
  - Primer Quinteto (1): 2013
- Mejor Quinteto de la Atlantic Coast Conference (3):
  - Primer Quinteto (2): 2010 y 2011
  - Tercer Quinteto (1): 2009